# 65363 Рутанна
65363 Рутанна (65363 Ruthanna) — астероїд головного поясу, відкритий 7 серпня 2002 року.
Тіссеранів параметр щодо Юпітера — 3,511.